# David Pestieau
David Pestieau, né le 2 juin 1969 à Ithaca, États-Unis, est un homme politique belge, directeur politique du Parti du travail de Belgique depuis 2022. Il est l'auteur de « We Are One. Manifeste pour l'unité de la Belgique » (éditions EPO, septembre 2021).

## Parcours
David Pestieau est né le 2 juin 1969 à Ithaca, aux États-Unis mais grandit à Bruxelles. Son père est physicien et sa mère est historienne, engagés politiquement à gauche depuis les années 60. Après des études à l’Athénée de Saint-Gilles, il fait ses études d’ingénieur civil à l'ULB où il devient assistant (1992-1996) à la faculté de Polytechnique.
Il s'engage très tôt, à l’école, contre l’installation des bombes nucléaires dans les années 1980, contre le racisme et l’apartheid. À l'université, dans les années 90, il participe aux mouvements contre les restrictions budgétaires dans l’enseignement, instaurées par les ministres Michel Lebrun (cdH) et Laurette Onkelinx (PS).  
Il n'a pas directement envisagé la politique comme une carrière. « Je voyais la politique comme un engagement, pas comme un travail. J'avais l'intention d'enseigner », explique-t-il au De Standaard. Mais fin des années 1990, le Parti du travail de Belgique lui propose de s’engager comme responsable de la région bruxelloise. Il devient ensuite rédacteur en chef de l’hebdomadaire Solidaire en 2003. David Pestieau a vécu tous les grands changements internes des dernières décennies. Il prend la direction en 2011 du service d’étude du PTB qu’il développe et fait connaître au grand public par des révélations sur la fiscalité des grandes entreprises et les grandes firmes pharmaceutiques. Il est élu vice-président du PTB au Congrès de la solidarité en 2015. Puis est élu directeur politique du PTB au Congrès de l'Unité fin 2021. 
Il a collaboré aux principaux ouvrages de Peter Mertens, président du PTB, comme Priorités à gauche (2009), Comment osent-ils ? (2012), Au pays des profiteurs (2017) et Ils nous ont oublié (2020). Il travaille aussi étroitement avec Raoul Hedebouw, porte-parole national du parti. Il travaille en particulier sur les questions du marxisme, de l’Union Européenne, du nationalisme et du racisme. 
« Il est probablement le vice-président et le chef de département d'études le moins bien payé d'un parti » selon le Standaard. 
Au PTB, les salaires des cadres sont en effet alignés sur ce que gagnent les travailleurs. Son travail ? « Le contenu de ce qu’on défend au PTB est très important. Le centre d’études doit pouvoir fournir la matière première des décisions politiques de nos prises de position. Nous alimentons les dossiers, trouvons les arguments et justifions les prises de position. Le parti tranche ensuite. On travaille avec des collaborateurs bénévoles qui nous amènent une expertise du terrain. Notre objectif est d’être actif sur toutes les thématiques importantes de la société », décrit-t-il au quotidien Le Soir. Il travaille ainsi aux programmes électoraux successifs du parti de la gauche radicale. Il gère aussi les décisions du parti au quotidien en collaboration avec Peter Mertens et Lydie Neufcourt, la secrétaire nationale du parti. 